# آلفردو بودویرا
آلفردو بودویرا (انگلیسی: Alfredo Bodoira; ۲۸ اوت ۱۹۱۱ – ۳ اوت ۱۹۸۹) بازیکن فوتبال اهل ایتالیا بود.
از باشگاه‌هایی که در آن بازی کرده‌است می‌توان به باشگاه فوتبال آلساندریا، باشگاه فوتبال تورینو، باشگاه فوتبال یوونتوس، باشگاه فوتبال آنکونا، و باشگاه فوتبال چزنا اشاره کرد.